# Độ nguyên chất
Độ nguyên chất của kim loại quý (đồng xu, vàng thỏi, trang sức, v.v.) đại diện cho trọng lượng của kim loại nguyên chất trong đó, tỷ lệ với tổng trọng lượng bao gồm hợp kim của kim loại thường và bất kỳ tạp chất nào. Kim loại hợp kim được thêm vào để tăng độ cứng và độ bền của đồng xu và đồ trang sức, thay đổi màu sắc, giảm chi phí cho mỗi trọng lượng hoặc tránh chi phí tinh chế cao. Ví dụ, đồng được thêm vào bạc kim loại quý để tạo ra một hợp kim bền hơn để sử dụng trong tiền xu, đồ gia dụng và đồ trang sức. Bạc đồng xu, được sử dụng để làm đồng xu bạc trong quá khứ, chứa 90% bạc và 10% đồng, theo khối lượng. Bạc sterling chứa 92,5% bạc và 7,5% kim loại khác, thường là đồng, theo khối lượng.
Nhiều cách khác nhau để thể hiện độ nguyên chất đã được sử dụng và hai cách vẫn được sử dụng phổ biến: độ nguyên chất hàng triệu được biểu thị bằng đơn vị các phần trên 1.000 và karat chỉ được sử dụng cho vàng. Karat đo thành 24 phần, do đó 18 karat = 18⁄24 = 75% vàng 24 karat được coi là 100% vàng.

## Trọng lượng nguyên chất
Một mảnh hợp kim kim loại có chứa kim loại quý cũng có thể có trọng lượng của thành phần quý được gọi là trọng lượng nguyên chất của nó. Ví dụ, 1 troy ounce vàng 18 karat (chiếm 75% vàng) có thể được cho là có trọng lượng tốt là 0,75 troy ounce.

## Khối lượng troy bạc thành phần
Độ nguyên chất của bạc ở Anh theo truyền thống biểu thị bằng khối lượng của bạc hiện bằng ounce troy và pennyweight (1⁄20 troy ounce), trong một pound troy (12 ounce troy) của hợp kim kết quả. Bạc Britannia có độ nguyên chất là 11 troy 10 penny hay khoảng 95,833% bạc, trong khi bạc sterling có độ nguyên chất là 11 troy 2 penny hay chính xác là 92,5% bạc.